# Dierama igneum
Dierama igneum är en irisväxtart som beskrevs av Friedrich Wilhelm Klatt. Dierama igneum ingår i släktet Dierama och familjen irisväxter. Inga underarter finns listade i Catalogue of Life.

## Bildgalleri

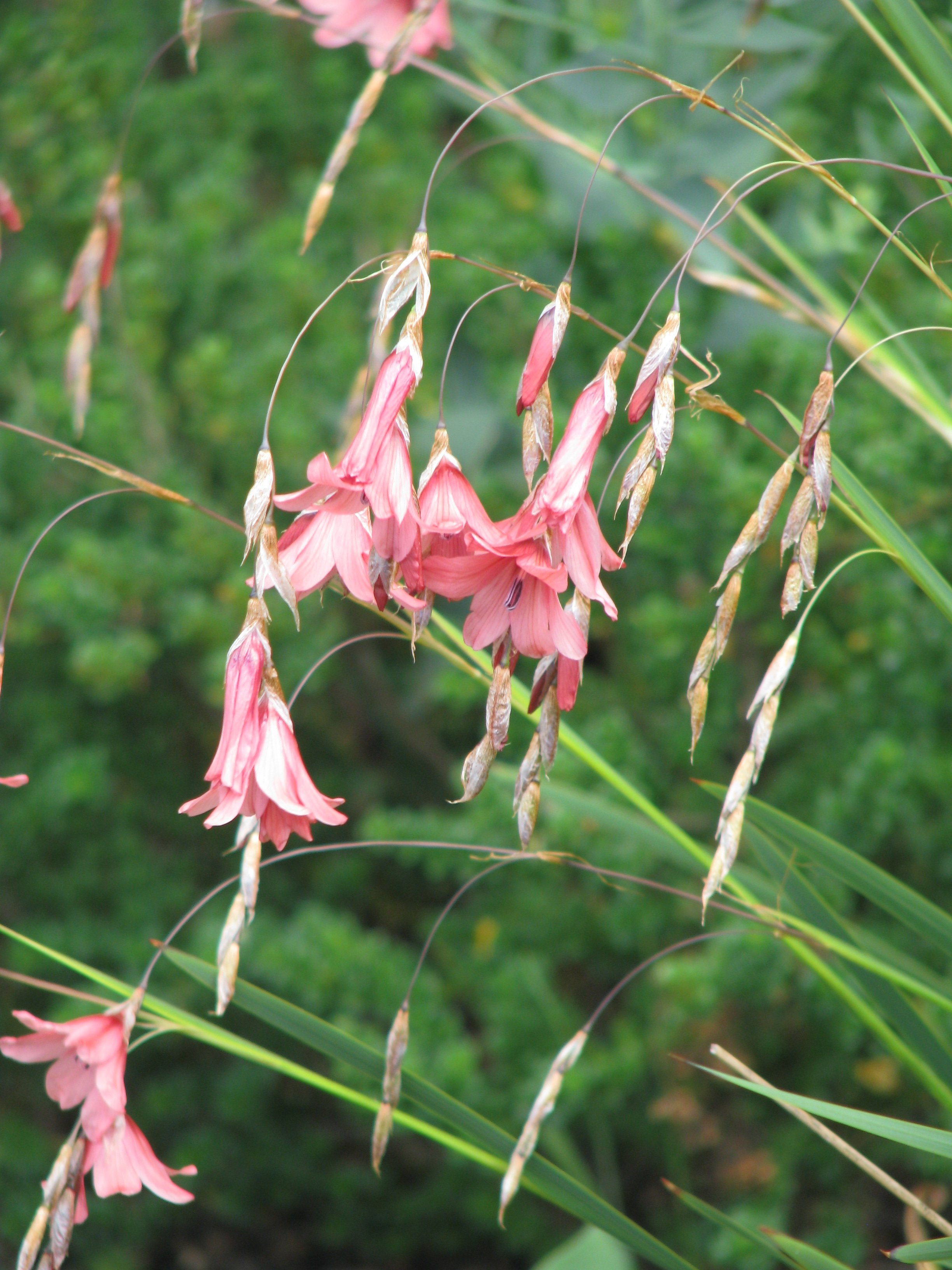
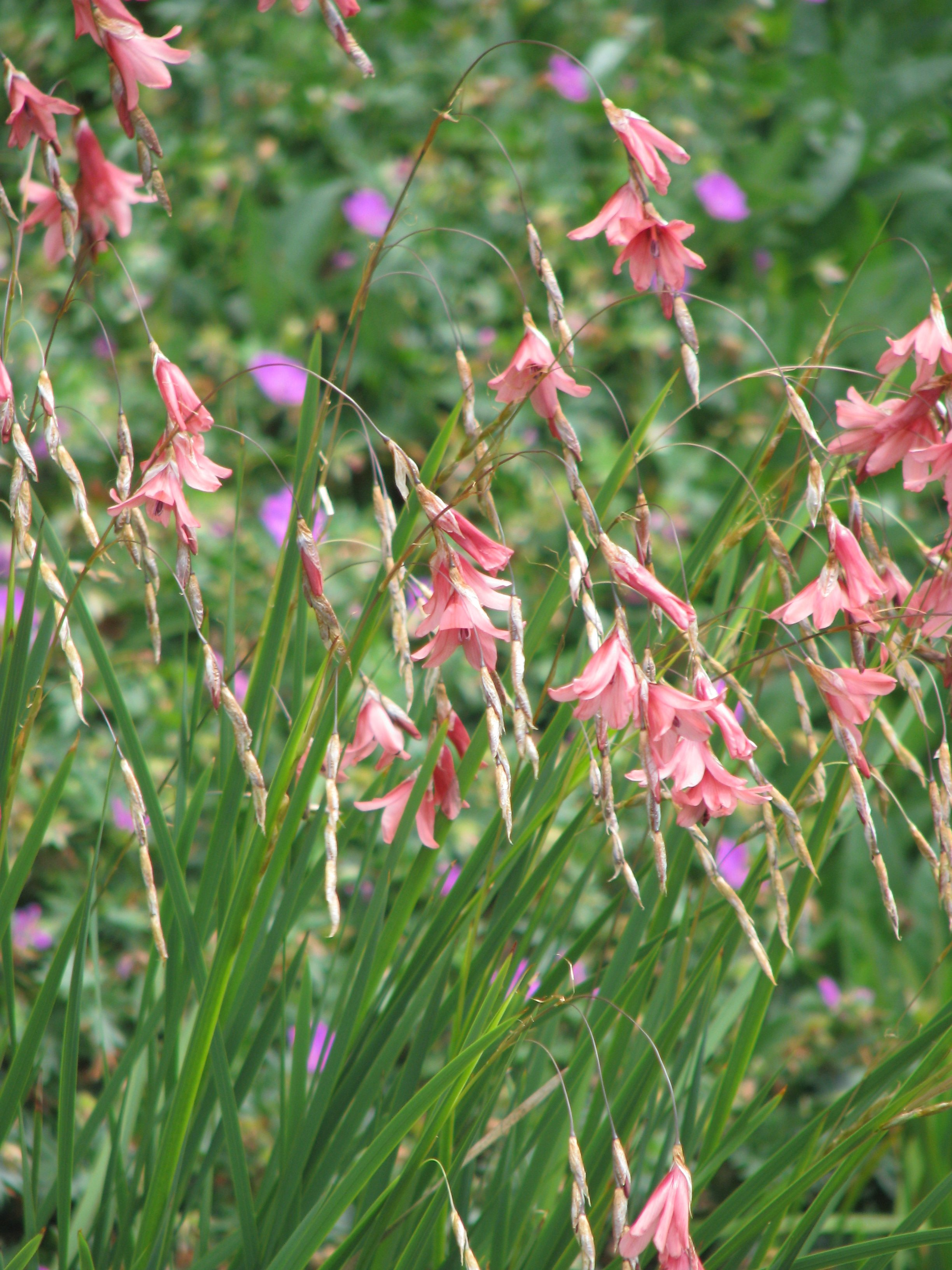
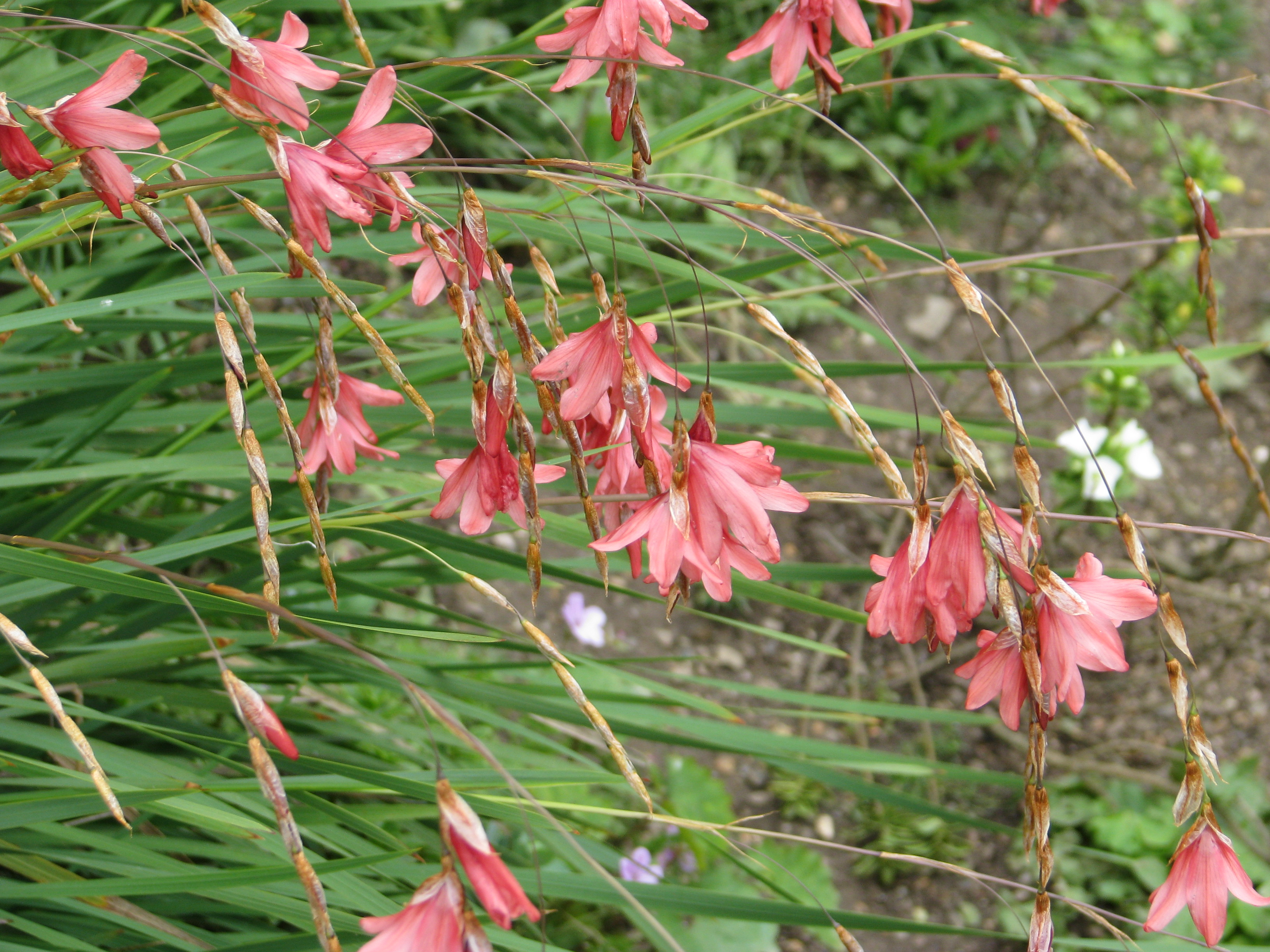
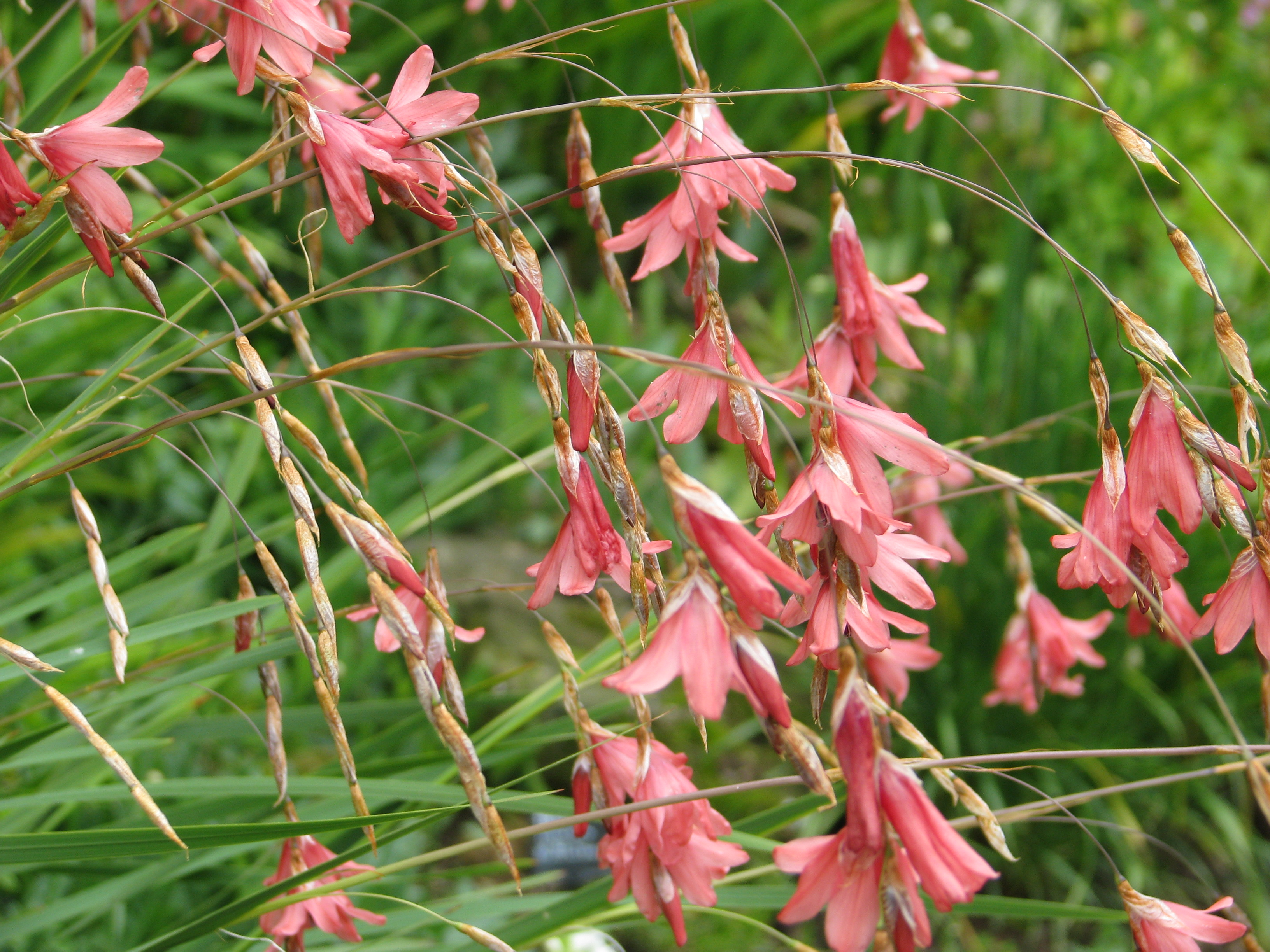
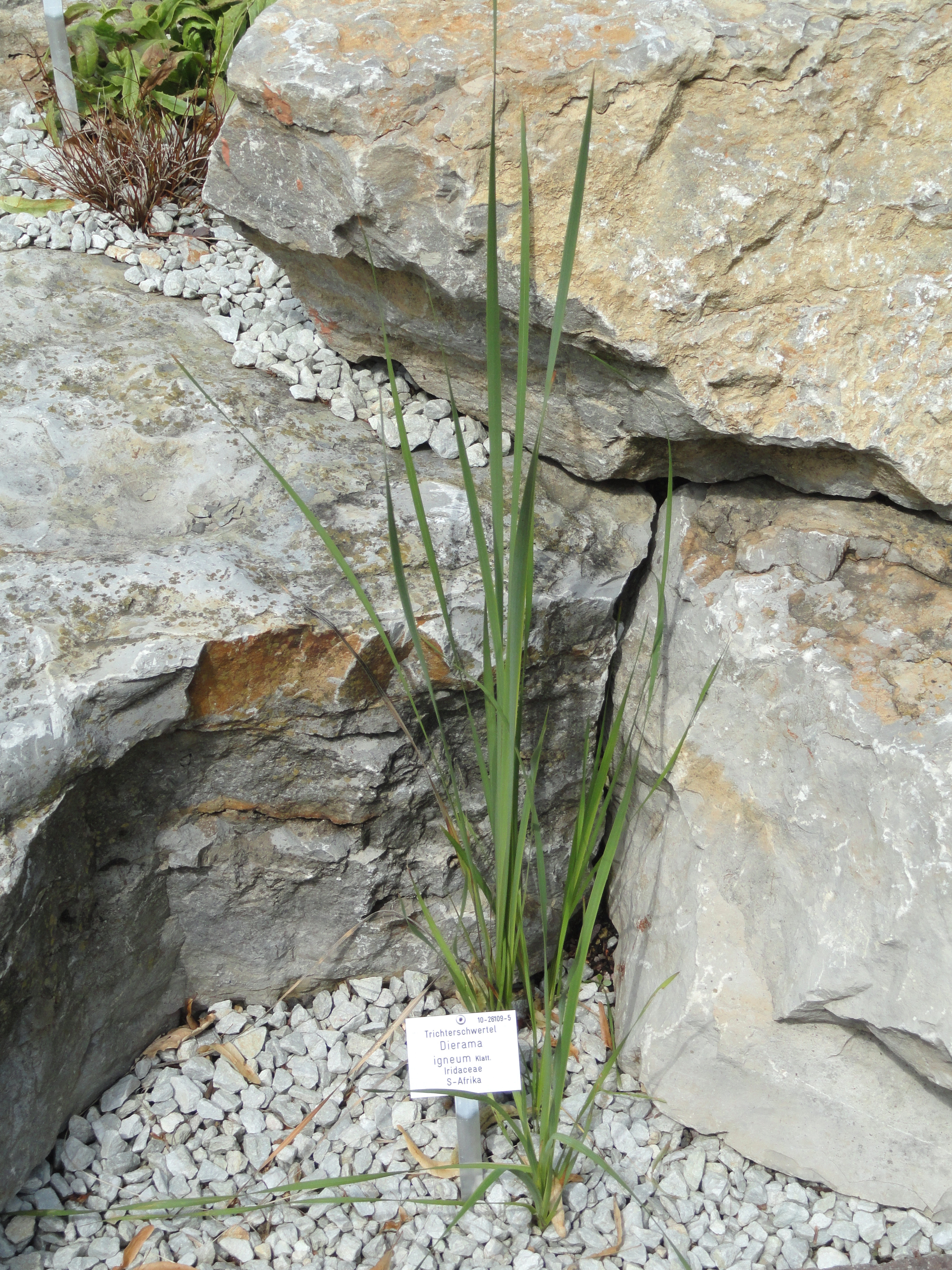
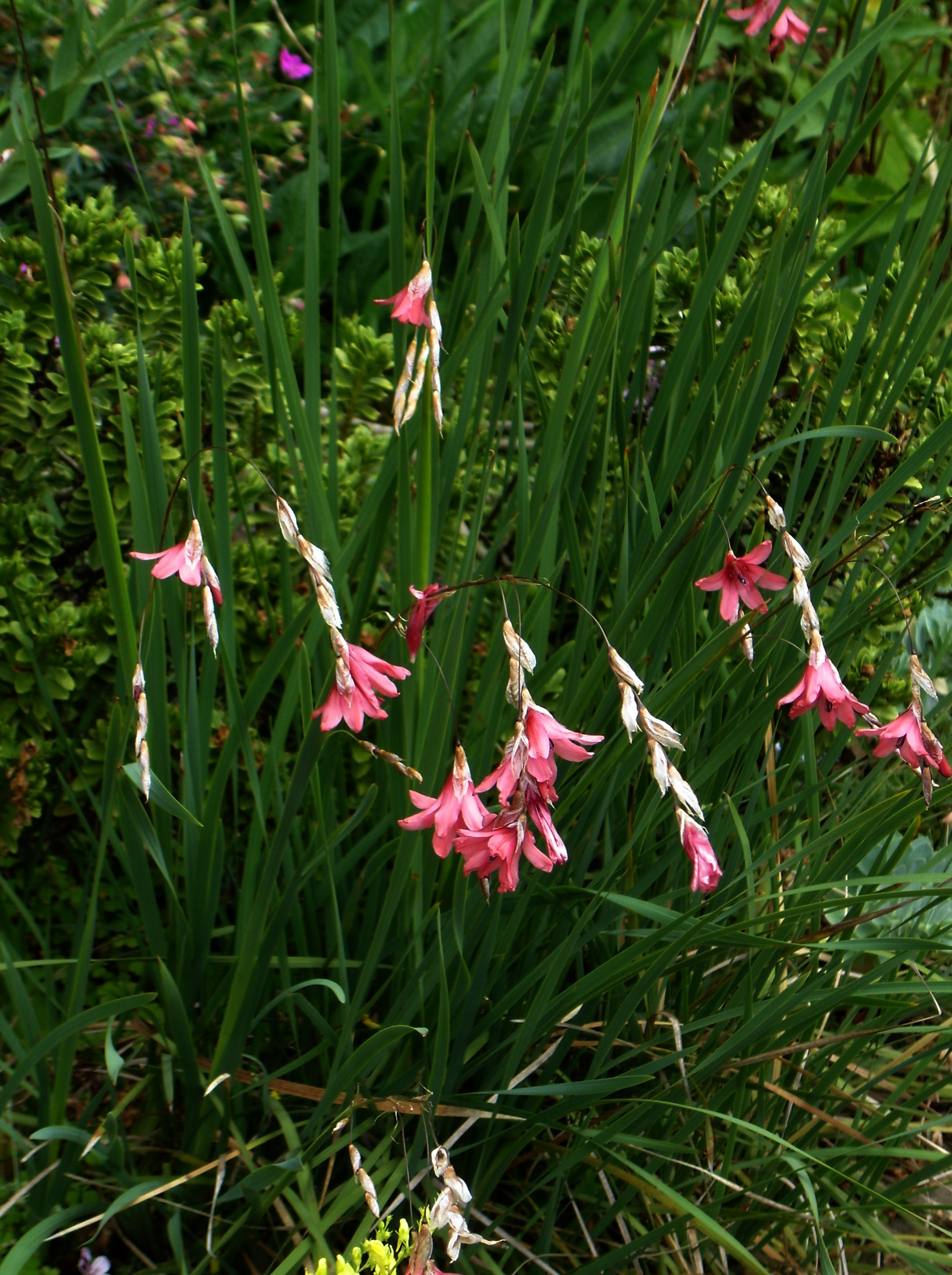